# West Orchard
West Orchard est une paroisse civile et un village du Dorset, en Angleterre.